# Elathous buyssoni
Elathous buyssoni là một loài bọ cánh cứng trong họ Elateridae. Loài này được Reitter miêu tả khoa học năm 1890.